# Iraí de Minas
Iraí de Minas är en kommun i Brasilien.   Den ligger i delstaten Minas Gerais, i den sydöstra delen av landet, 400 km söder om huvudstaden Brasília. Antalet invånare är 6 464.
Runt Iraí de Minas är det mycket glesbefolkat, med 5 invånare per kvadratkilometer.